# رافيل موريسون
رافيل موريسون (Ravel Ryan Morrison) (2 فبراير 1993 في المملكة المتحدة – )؛ هو لاعب كرة قدم يلعب كلاعب وسط في نادي بريسشن الإماراتي.

## وصلات خارجية
- رافيل موريسون على موقع قاعدة بيانات كرة القدم.إي يو (الإنجليزية)
- رافيل موريسون على موقع ليكيب (الفرنسية)
- رافيل موريسون على موقع ناشيونال فوتبول تيمز (الإنجليزية)
- رافيل موريسون على موقع Soccerbase.com (لاعب) (الإنجليزية)
- رافيل موريسون على موقع Soccerway.com (الإنجليزية)
- رافيل موريسون على موقع عالم كرة القدم.نت (الإنجليزية)
- رافيل موريسون على موقع AS.com (الإسبانية)